# Sırrı Sakık

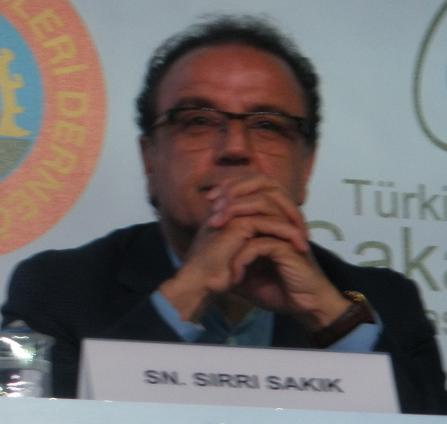
Sırrı Sakık

Sırrı Sakık (* 1. August 1957 in Yörecik, Muş) ist ein ehemaliger Abgeordneter kurdischer Abstammung im türkischen Parlament und war von 2014 bis 31. März 2019 Bürgermeister der ostanatolischen Stadt Ağrı.
Er ist ein Mitglied der Partei Barış ve Demokrasi Partisi (BDP, Partei für den Frieden und Demokratie) und der Bruder von Şemdin Sakık, der ein hoher PKK-Funktionär war.
Früher war er im Bereich Tourismus tätig und er war Reporter der Zeitungen Cumhuriyet und Vatan. Sakık war Gründungsmitglied der Demokrasi Partisi (DEP) und der Demokratik Toplum Partisi (DTP). Nach der Schließung der DTP 2009 trat er der BDP bei.
Sein erstes Parlamentsmandat gewann er bei den Wahlen 1991. Bei den Wahlen zum Parlament 2007 und 2011 gewann er jeweils wieder. Bei den Kommunalwahlen im März 2014 kandidierte Sakık für den Posten des Bürgermeisteramtes der ostanatolischen Stadt Ağrı. Die Wahl wurde annulliert und am 1. Juni wiederholt. Sakık gewann die Wahlen und trat sein Parlamentsmandat ab.
Sakık ist Witwer und hat drei Kinder, wobei sein Sohn Sidar September 2012 Selbstmord begangen hat. Seine Frau Gülsima (* 1963) verlor er schon 2007 durch eine Krebserkrankung.